# Шеннон Лето
Шеннон Лето (Shannon Carl Leto) — американський рок-музикант. Ударник альтернативного рок-гурту «30 Seconds to Mars».

## Життєпис

### Дитинство і юність
Народився 9 березня 1970 року у Божер-Сіті (штат Луїзіана). Протягом дитинства Шеннон і його сім'я — мати Констанс і молодший брат Джаред — досить часто переїжджали, і проживали у таких штатах як Луїзіана, Вайомінг, Колорадо, Вірджинія та навіть Гаїті.
Він зростав у творчій сім'ї в оточенні музичних інструментів. З раннього дитинства він почав бринькати по каструлях, і це переросло в захоплення ударними. Шеннон самостійно засвоїв гру на барабанній установці, коли йому було лише 8 років. Дитиною він декілька років слухав записи через навушники і підігрував на барабанах, намагаючись виробити свій власний стиль гри. Після переїзду до Нью-Йорка, де його сім'я жила неподалік від Metropolitan Opera House, в ньому розвинулось захоплення і до класичної музики. Але першим альбомом, який він купив, був «Destroyer» гурту «Kiss». За його словами, на стиль його гри вплинули такі барабанщики, як Джон Бонем, Стюарт Копланд, Кейт Мун, Нік Мейсон та Ларс Ульріх.

### Початок кар'єри
До того, як «30 Seconds to Mars» стали популярними, Шеннон працював у джаз-майстерні. Відігравши з ними один сезон, він пішов на наступне прослуховування. Але його не прийняли, тому що він не знав нотної грамоти.
|  | Коли я грав в тій майстерні, я знав, що робити, і в мене все виходило - доки переді мною не поставили ноти. |

### Знаменитість
З 1998 року, коли музикант зі своїм молодшим братом Джаредом заснували групу «30 Seconds to Mars», він постійно проводив репетиції по шість-сім годин на день. В інтерв'ю журналу «Modern Drummer» у лютому 2006 року він сказав:
|  | Репетиції значно сприяли зміцненню моєї витривалості і зробили мою гру точнішою. |

Лето також додав, що надає перевагу інструментальному виконанню, і експерименти з електронікою група проводить самостійно. Боб Ерзін, котрий допоміг продюсувати перший альбом 30 Seconds to Mars, якось помітив: «Шеннон — найбільш винахідливий барабанщик, з яким мені доводилось працювати. Він не задоволений звичайним додаванням ритму; його ударні програші — це повноцінна частина загальної гармонії в записі. Він також чудово грає на живих виступах, і за ним приємно спостерігати. Він грає з такою енергією, що вона просто гіпнотизує». Своєю грою ударник надає натхнення багатьом фанатам-музикантам, котрі слухаючи музику «30 Seconds to Mars» і аналізуючи її, наповнюються новими ідеями і бажанням грати. Після концертів всі з нетерпінням чекають зустрічі з ним, аби отримати цінну пораду від свого кумира. Окрім ударних Шеннон трохи грає на гітарі і фортепіано. Але як він сам говорить: «Я люблю триматись позаду. Я обожнюю те, чим я займаюсь в групі. Бути ударником — це, без сумніву, вражаюче заняття і це те, чим я хочу займатись». Заради своє улюбленої справи йому доводилось багато чим жертвувати, але, за його словами, він не жалкує про ці втрати.
|  | Група - це моє життя, моя робота. Все інше — другорядне. |

До того ж музикант пише і займається професійно фотографією. Саме він робив фото для оформлення першого альбому «30 Seconds to Mars».

## Фільмографія
Шеннон відмітився в декількох фільмах:
| Рік  | Українська назва                | Оригінальна назва             | Персонаж                           |
| ---- | ------------------------------- | ----------------------------- | ---------------------------------- |
| 1994 | Моє так зване життя             | My So-Called Life             | Шейн                               |
| 1997 | Префонтейн                      | Prefontaine                   | Хазяїн бару                        |
| 1997 | Way Out West — Blue (відеокліп) | Way Out West — Blue           |                                    |
| 2001 | Кохання все змінює              | Sol Goode                     | Фанат Сола, у титрах не визначений |
| 2002 | Шосе                            | Highway                       | Kid #2                             |
| 2006 | Джиммі Кіммел у прямому ефірі   | Jimmy Kimmel Live!            | Камео                              |
| 2007 | Відео долі                      | Video on Trial                | Камео                              |
| 2009 | Пізня ніч з Конаном О'Браєном   | Late Night with Conan O'Brien | Камео                              |